# Collegio uninominale Lazio 1 - 05 (2017)
Il collegio elettorale uninominale Lazio 1 - 05 è stato un collegio elettorale uninominale della Repubblica Italiana per l'elezione della Camera dei deputati tra il 2017 ed il 2022.

## Territorio
Come previsto dalla legge elettorale italiana del 2017, il collegio era stato definito tramite decreto legislativo all'interno della circoscrizione Lazio 1.
Era formato da parte del territorio del comune di Roma (Quartiere Tiburtino, Quartiere Prenestino-Labicano, Quartiere Prenestino-Centocelle, Quartiere Alessandrino, Zona Torre Spaccata, Zona Torre Angela e Zona Borghesiana).
Il collegio era parte del collegio plurinominale Lazio 1 - 01.

## Eletti
| Elezione | Elezione | Deputato           | Partito            | Note |
| -------- | -------- | ------------------ | ------------------ | --- |
|          | 2018     | Lorenzo Fioramonti | Movimento 5 Stelle | Ministro dell'istruzione, dell'università e della ricerca (5 settembre – 30 dicembre 2019, governo Conte II) |
|          | 2020     | Lorenzo Fioramonti | Green Italia       | |

## Dati elettorali

### XVIII legislatura
Come previsto dalla legge elettorale, 232 deputati erano eletti con sistema a maggioranza relativa in altrettanti collegi uninominali a turno unico.
| Candidati              | Candidati                    | Voti    | %     | Liste                                | Voti    | %     |
| ---------------------- | ---------------------------- | ------- | ----- | ------------------------------------ | ------- | ----- |
|                        | Lorenzo Fioramonti ✔️ Eletto | 56 934  | 36,63 | Movimento 5 Stelle                   | 56 934  | 36,63 |
|                        | Barbara Mannucci             | 50 045  | 32,20 | Lega                                 | 19 329  | 12,44 |
| Forza Italia           | Barbara Mannucci             | 50 045  | 32,20 | 16 057                               | 10,33   |       |
| Fratelli d'Italia      | Barbara Mannucci             | 50 045  | 32,20 | 13 884                               | 8,93    |       |
| Noi con l'Italia - UDC | Barbara Mannucci             | 50 045  | 32,20 | 775                                  | 0,50    |       |
|                        | Matteo Orfini                | 32 324  | 20,80 | Partito Democratico                  | 27 285  | 17,56 |
| +Europa                | Matteo Orfini                | 32 324  | 20,80 | 4 036                                | 2,60    |       |
| Italia Europa Insieme  | Matteo Orfini                | 32 324  | 20,80 | 546                                  | 0,35    |       |
| Civica Popolare        | Matteo Orfini                | 32 324  | 20,80 | 457                                  | 0,29    |       |
|                        | Ambra Consolino              | 6 150   | 3,96  | Liberi e Uguali                      | 6 150   | 3,96  |
|                        | Monica Natali                | 3 822   | 2,46  | Potere al Popolo!                    | 3 822   | 2,46  |
|                        | Marzio Compagnoni            | 2 650   | 1,71  | CasaPound                            | 2 650   | 1,71  |
|                        | Claudia Caoduro              | 1 044   | 0,67  | Partito Comunista                    | 1 044   | 0,67  |
|                        | Giuseppe Imbesi              | 968     | 0,62  | Il Popolo della Famiglia             | 968     | 0,62  |
|                        | Maria De Carolis             | 620     | 0,40  | Italia agli Italiani                 | 620     | 0,40  |
|                        | Emilia Garito                | 441     | 0,28  | 10 Volte Meglio                      | 441     | 0,28  |
|                        | Diego D'Agostino             | 164     | 0,11  | Per una Sinistra Rivoluzionaria      | 164     | 0,11  |
|                        | Fabrizio De Paoli            | 143     | 0,09  | Lista del Popolo per la Costituzione | 143     | 0,09  |
|                        | Rita Salvadei                | 118     | 0,08  | Blocco Nazionale per le Libertà      | 118     | 0,08  |
| Totale                 | Totale                       | 155 423 | 100   |                                      | 155 423 | 100   |
|                        |                              |         |       |                                      |         |       |
| Voti non validi        | Voti non validi              | 4 917   | 3,07  |                                      |         |       |
| Votanti                | Votanti                      | 160 340 | 69,03 |                                      |         |       |
| Elettori               | Elettori                     | 232 274 |       |                                      |         |       |